# The Last of Us Part I
The Last of Us Part I é um jogo eletrônico de ação-aventura de 2022 desenvolvido pela Naughty Dog e publicado pela Sony Interactive Entertainment. É um remake de The Last of Us (2013), apresentando jogabilidade e controles revisados, incluindo combate e exploração aprimorados e opções de acessibilidade expandidas. A história para um jogador segue Joel, que tem a tarefa de escoltar a jovem Ellie através dos Estados Unidos pós-apocalíptico e se proteger de criaturas canibais infectadas por uma mutação do fungo Cordyceps. O jogo também inclui a expansão The Last of Us: Left Behind (2014), uma campanha seguindo Ellie e sua melhor amiga Riley. O modo multijogador online é omitido.
O desenvolvimento foi liderado pelo diretor do jogo Matthew Gallant e pelo diretor criativo Shaun Escayg, substituindo os diretores originais Bruce Straley e Neil Druckmann, respectivamente. O jogo foi completamente reconstruído para aproveitar a tecnologia atualizada, exigindo novas animações, direção de arte e modelos de personagens para se alinhar com a visão da equipe de desenvolvimento do jogo original. A equipe expandiu os recursos de jogabilidade, tecnologia e acessibilidade de The Last of Us Part II (2020). As cenas do jogo apresentam descrições de áudio, para as quais os desenvolvedores colaboraram com a Descriptive Video Works. No PlayStation 5, o jogo suporta áudio 3D, assim como o feedback tátil e os gatilhos adaptativos do controle DualSense.
Após vários vazamentos, o jogo foi anunciado oficialmente em junho de 2022 e foi lançado para PlayStation 5 em setembro. Ele recebeu críticas positivas, com elogios por seus aprimoramentos gráficos, animações faciais, inteligência artificial e suas opções de acessibilidade, áudio e controle adicionais. No entanto, a resposta à sua jogabilidade e design de níveis foi mista, e vários críticos questionaram a necessidade de um remake, especialmente considerando seu preço. O jogo foi premiado pela Visual Effects  Society Awards e recebeu múltiplas indicações ao The Game Awards e Golden Joystick Awards. A versão do jogo para Microsoft Windows, lançada em março de 2023, foi prejudicada por problemas de desempenho e recebeu críticas mistas. Até março de 2024 o jogo vendeu duas milhões de unidades.

## Jogabilidade

The Last of Us Part I (direita) é um remake de The Last of Us (esquerda) e apresenta revisões de jogabilidade, modelos de personagens e melhorias de iluminação.

Part I é um remake da versão de The Last of Us (2013), um jogo eletrônico de ação e aventura jogado a partir de uma perspectiva de terceira pessoa. O jogador atravessa ambientes pós-apocalípticos para avançar na história e usa armas de fogo, armas improvisadas, combate corpo a corpo e furtividade para se defender de humanos hostis e criaturas canibais infectadas por uma mutação do fungo Cordyceps.
Durante a maior parte do jogo, o jogador assume o controle de Joel, um homem encarregado de escoltar uma jovem, Ellie, pelos Estados Unidos. O jogador também controla Ellie durante todo o segmento de inverno do jogo, e controla brevemente a filha de Joel, Sarah, na sequência de abertura. Em Left Behind (2014), a expansão incluída no jogo, o jogador controla Ellie. O modo multijogador online presente no jogo original é omitido do remake, e a narrativa, por sua vez, não possui nenhuma alteração.
O título apresenta jogabilidade e controles revisados, incluindo combate e exploração aprimorados. A inteligência artificial (IA) foi reformulada para permitir mais personagens não-jogáveis (NPCs) na tela, com a IA inimiga agindo de forma mais agressiva e discreta do que no jogo original. Novas adições de jogabilidade incluem um modo de morte permanente, um modo focado em speedrun e novos trajes para Joel e Ellie. As opções de acessibilidade também foram expandidas, incluindo audiodescrição para cutscenes e feedback tátil durante o diálogo; os modos de dificuldade podem ser personalizados para ajustar a resiliência do inimigo, a eficácia furtiva e a disponibilidade de recursos. O modo foto foi revisado e diversos bônus foram adicionados, permitindo modificadores visuais e de jogabilidade, como câmera lenta e munição infinita.
No PlayStation 5, o jogo oferece suporte a recursos de hardware como áudio 3D, além de feedback tátil e gatilhos adaptativos do controle DualSense para emular ações dentro do jogo como atirar com uma espingarda ou puxar a corda de um arco e flecha. Ele pode ser exibido em resolução nativa de 4K a 30 quadros por segundo (FPS) ou 4K com aumento em 60 FPS; com taxa de atualização variável habilitada, ambos os modos permitem uma taxa de quadros desbloqueada, capaz de ultrapassar 60 quadros por segundos.

## Desenvolvimento
Part I foi desenvolvido pela Naughty Dog e publicado pela Sony Interactive Entertainment. O desenvolvimento foi liderado pelo diretor do jogo Matthew Gallant e pelo diretor de criação Shaun Escayg, substituindo os diretores originais Bruce Straley e Neil Druckmann, respectivamente. Gallant trabalhou anteriormente como designer de combate em Uncharted 4: A Thief's End (2016),  e tornou-se líder de designer de sistemas em The Last of Us Part II (2020), co-líder recursos de acessibilidade do jogo. Escayg foi o principal animador cinematográfico de The Last of Us — seu primeiro jogo — e diretor criativo de Uncharted: The Lost Legacy (2017), seguido por seu trabalho como diretor criativo e co-roteirista de Marvel's Avengers (2020) na Crystal Dynamics, antes de retornar à Naughty Dog em abril de 2021. Dividindo suas funções de direção, assumiu a responsabilidade pela cinemática. Ao recriar o jogo, Gallant percebeu o quanto o projeto lembrava com os temas do desenvolvimento original. De acordo com Escayg, a equipe abordou o remake como "uma carta de amor para nossos fãs, para a franquia e para nós mesmos como desenvolvedores", tendo a responsabilidade de preservar sua essência e qualidade.:0:56 Vários membros da equipe de liderança criativa de Part I também trabalharam no jogo original.
A Naughty Dog esperava que o remake permitisse que o Part I e Part II fossem jogados em sequência sem discrepâncias tecnológicas ou visuais. Eles sentiram que a nova leva de público, como os telespectadores da adaptação televisiva e novos jogadores do PlayStation 5, poderiam ser alcançados. O remake foi parcialmente inspirado pelas cenas de flashback de Part II, para as quais a equipe reconstruiu áreas e recursos presentes no jogo original. Gallant disse que vários membros da equipe ponderaram se "o jogo inteiro parecia tão bom quanto aquelas sequências de flashback, e como isso seria emocionante". O desenvolvimento começou com a transição do jogo para o motor de jogo atualizado de Part II. O jogo foi refeito para utilizar o hardware do PlayStation 5, exigindo uma nova direção de arte, animações e modelos de personagens. As melhorias tecnológicas e gráficas objetivavam alinhar o remake com a visão da equipe do jogo original. Escayg queria que cada elemento fizesse o jogador se sentir ambientado e imerso no mundo. A equipe reavaliou milhares de "pequenas decisões" durante o desenvolvimento, removendo objetos considerados sem importância ou distrações e detalhando ou redesenhando aqueles que necessitavam de melhorias. As áreas foram reavaliadas para determinar se seus designs eram resultado das limitações técnicas do PlayStation 3; quando apropriado, algumas áreas foram reconstruídas ou mais detalhadas.
Os desenvolvedores racionalizaram os recursos de acessibilidade refeitos como importantes para o remake. Eles expandiram os recursos de Part II — auxiliados pela reconstrução de Part I realizada no motor de Part II — com três predefinições de configuração recomendadas para jogadores que necessitam de recursos auditivos, motores ou visuais. Durante o desenvolvimento de Part II, Brandon Cole, o consultor de acessibilidade para pessoas com deficiência visual, notou que os jogadores com esta deficiência perdiam o contexto ambiental e as interações tácitas entre os personagens, mas o cronograma de produção limitava a capacidade da equipe de implementar uma solução. Gallant reavaliou a ideia no Part I e colaborou com a Descriptive Video Works para criar descrições de áudio para as cenas. Escrever e gravar as audiodescrições resultaram em dificuldades pois tiveram que transmitir as informações de forma sucinta, mantendo o contexto e os temas. As opções de vibração personalizáveis foram inspiradas por uma análise de Uncharted: Legacy of Thieves Collection (2022) do Can I Play That?, que criticou a falta de variabilidade. A equipe identificou sequências que apresentariam problemas de acessibilidade — como a sequência de fliperama no Left Behind — e contratou vários consultores para obter assistência, incluindo Cole.
O sistema de combate — particularmente o corpo a corpo — evoluiu devido ao reaproveitamento de ferramentas do desenvolvimento de Part II. A equipe sentiu que as sequências de combate do jogo original eram icônicas e não exigiam nenhuma revisão significativa; eles tiveram abriram mão da capacidade de rastejar no jogo — um recurso adicionado em Part II — pois isto teria "quebrado a jogabilidade e o espaço de combate"; uma vez que tal mecânica não havia sido construída para funcionar no jogo original. O movimento de esquiva de Part II também foi omitida de forma semelhante, pois exigiria refazer os ataques inimigos, o espaço do jogo e diminuiria a claustrofobia e a tensão das lutas; Gallant observou que "é fundamental que Joel seja diferente de jogar como Ellie", a protagonista jogável de Part II. As limitações de hardware do PlayStation 3 forçaram a equipe original a "hackear" as sequências de combate, incluindo algumas pré-programadas; os avanços no PlayStation 5 permitiram que os desenvolvedores criassem encontros dinâmicos, com IA direcionando os personagens inimigos não jogáveis (NPCs) para investigar e analisar com mais precisão. A tecnologia fundamental de IA foi construída através de Part II.:12:45 Enquanto o jogo original era limitado a oito NPCs durante encontros com inimigos — forçando alguns a desconsiderar o jogador na presença de outros — o PlayStation 5 permite até 128 NPCs ativos focados no jogador. Em alguns casos, o jogo original não poderia ter infectados masculinos e femininos lutando simultaneamente, problema este que foi corrigido no remake. Gallant observou que a nova tecnologia tornou as sequências de jogo mais imprevisíveis.

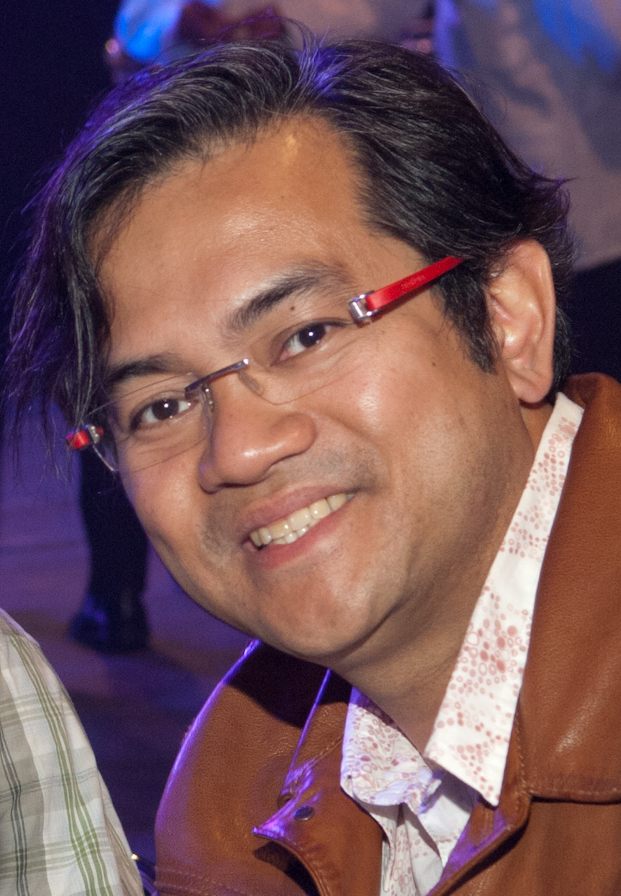
Erick Pangilinan, co-diretor de arte do jogo original, retornou exercendo a mesma função em Part I.

Os departamentos visuais analisaram o jogo original para entendê-lo melhor, concentrando os recursos de desenvolvimento nas cenas e narrativas mais cruciais para maximizar seu impacto. Ao invés de simplesmente melhorar o visual, a equipe analisou as cenas e batidas da narrativa, empregando técnicas modernas para enfatizar momentos da história. Erick Pangilinan, o diretor de arte do remake, garantiu que a equipe se lembrasse da direção tomada no original e do propósito por trás de cada cena; em alguns casos durante o desenvolvimento, eles perderam a noção do propósito original, o que posteriormente afetaria outras cenas. A visão do jogo original era enfatizar a beleza do mundo, em oposição a uma imagem visualmente sombria e distópica; o diretor de arte Sebastian Gromann sentiu que o PlayStation 5 permitiu uma concretização mais verdadeira dessa visão, principalmente devido ao uso de modelos e sombreadores mais complexos, permitindo maior fidelidade e volume de folhagem. Os personagens e ambientes se beneficiaram de uma maior contagem de polígonos. Os dados originais de captura de movimento foram utilizados nas cinemáticas, e as animações faciais foram revisadas para se assimilarem mais com as performances originais.:4:43 O remake foi considerado uma boa oportunidade para expandir alguns ambientes, como adicionar detalhes e itens para os escritórios nos fundos do museu de Boston e mudando o visual da seção da universidade criando uma sensação mais claustrofóbica. A equipe se forçou a retirar algumas adições que, ou falharam em aumentar a experiência, ou não se encaixaram no contexto narrativo; algumas árvores com crescimento excessivo foram inicialmente adicionados à cidade militar, mas foram removidas quando a equipe percebeu que elas não seriam realistas no cenário.
A adição de um modo focado em speedrun veio de uma sugestão dos membros da equipe interessados na área, e os desenvolvedores consultaram alguns speedrunners profissionais. Gallant sentiu que o modo de morte permanente aumentou as apostas do combate já tenso do jogo original. Os desenvolvedores usaram o Tempest Engine do PlayStation 5 — uma evolução da tecnologia do PlayStation 4 — para renderizar o áudio 3D, inclusive durante momentos mais silenciosos de diálogo. Os programadores de áudio passaram mais de um ano reconstruindo o mecanismo de áudio da Naughty Dog, pois era incompatível com os recursos do Tempest Engine. Os processos de mixagem e masterização de áudio foram revisados para maior clareza e fidelidade. A equipe reutilizou muito do som do jogo original por considerá-lo icônico; alguns dos áudios regravados incluíam as atualizações do workbench, bem como murmúrios para os Infectados que foram introduzidos em Part II. As atuações originais dos atores foram mantidas.

## Lançamento
As notícias sobre a existência do remake de The Last of Us surgiram pela primeira vez em abril de 2021 por Jason Schreier da Bloomberg News. De acordo com a notícia do jornalista o jogo, feito sob o codinome "T1X", havia iniciado seu desenvolvimento no estúdio Visual Arts Support Group da Sony mas que, posteriormente, foi transferido para o orçamento da Naughty Dog depois que alguns funcionários também se juntaram ao projeto em 2020. Uma listagem na PlayStation Store que continha um trailer e informações sobre o jogo foi vazada em 9 de junho de 2022. O jogo foi anunciado mais tarde naquele dia durante o Summer Game Fest. As reações ao anúncio do remake foram bastante variadas, já que alguns jornalistas e jogadores consideraram supérfluo outro lançamento após The Last of Us Remastered e também questionaram o preço de 70 dólares.
A Naughty Dog anunciou o lançamento de edições especiais que concedem atualizações e habilidades no jogo; a edição física especial inclui uma caixa steelbook e a série em quadrinhos The Last of Us: American Dreams (2013) apresentando uma nova capa. Todas as artes e capas foram desenhadas por David Blatt, conhecido como Kopfstoff, que foi contratado depois de ficar conhecido por suas artes de fã dos jogos. A Firefly Edition, uma edição especial exclusiva dos Estados Unidos, esgotou uma hora após seu anúncio. No dia do lançamento, as lojas foram reabastecidas com esta mesma edição e ela esgotou em segundos. Vários jogadores relataram ter recebido versões danificadas da Firefly Edition por conta do mau estado da embalagem; Foi suposto que a Sony ofereceu descontos em lojas ou reembolsos em alguns casos, mas não forneceu substituições. Para o lançamento do jogo para o Microsoft Windows, a Firefly Edition ficou disponível nos Estados Unidos e em alguns países europeus, também contendo uma versão digital do jogo no Steam.
O desenvolvimento de Part I para o PlayStation 5 foi concluído em 11 de julho quando o jogo foi enviado para fabricação. De acordo com Anthony Vaccaro, o artista principal de ambientes do jogo, não houve crunch ao longo do desenvolvimento do título, ao contrário da produção de vários jogos anteriores da Naughty Dog. O trailer final de pré-lançamento foi divulgado no dia 24 de agosto de 2022. O jogo foi lançado para PlayStation 5 em 2 de setembro de 2022. A versão para Windows, cujo lançamento foi originalmente planejado para 3 de março de 2023, foi adiada para o dia 28 de março. A Iron Galaxy auxiliou no desenvolvimento da versão para Windows. Um trailer anunciando a data de lançamento para Windows foi exibido durante o The Game Awards 2022. Uma demonstração do jogo com duas horas de duração foi disponibilizada para membros Premium do serviço PlayStation Plus no dia 15 de janeiro de 2023, coincidindo com a data de exibição do episódio de estreia da série de televisão.

## Recepção

### Crítica

#### Versão de PlayStation 5
Part I recebeu "críticas geralmente favoráveis" de acordo com o Metacritic, o agregador de críticas que baseou o índice em 114 análises publicadas a respeito da versão de PlayStation 5. O jogo foi elogiado pelos seus aprimoramentos gráficos, animações faciais atualizadas, inimigos e IA dos personagens melhorados e pelas opções de acessibilidade de áudio e controle adicionais, embora as reações à sua jogabilidade e design de níveis tenha sido mista. Muitos críticos o consideraram como a versão definitiva do jogo; Tom Orry da VG247 disse que ele é "um dos melhores remakes que já joguei". Vários críticos questionaram a necessidade do jogo, especialmente considerando seu preço e a existência de The Last of Us Remastered; por outro lado, alguns críticos o compararam a uma remasterização de um filme em Blu-ray Ultra HD, visto como uma prática aceitável na indústria. Thomas Schulze do Voxel elogiou a atualização gráfica do título e as opções de acessibilidade mas criticou o preço e a falta do modo multijogador. Neste último aspecto, a omissão do multijogador foi lamentada por diversos críticos. Jason Faulkner da GameRevolution considerou a ausência de acréscimos na história como "uma grande oportunidade perdida". Adolfo Soares do Eurogamer.pt recomendou o remake elogiando o novo visual e o refinamento de jogabilidade tanto nos controles quanto no áudio tridimensional. Blake Hester da Game Informer, por sua vez, sentiu que a falta de mudanças narrativas exacerbou a apresentação desatualizada de seus temas.
Luke Reilly da IGN considerou o jogo uma demonstração eficaz dos gráficos do PlayStation 5. Michael Goroff da Electronic Gaming Monthly (EGM) escreveu que, embora o jogo original capturasse como os jogadores visualizavam um mundo pós-apocalíptico, o estilo de arte e os gráficos do remake são mais semelhantes a como Joel ou Ellie viam o mundo: "coberto de vegetação e sujo... mas também pode ser belo ou mesmo mundano". Andrew Webster da The Verge comparou os gráficos aprimorados aos filmes blockbusters modernos, e Josh Tolentino, do Siliconera, escreveu que combinava com sua memória do original. Sam Machkovech da Ars Technica elogiou as melhorias visuais, mas sentiu que o original não exigia uma revisão completa como Demon's Souls (2020), enquanto TJ Denzer da Shacknews criticou os visuais mais confusos do Modo de Escuta. Os críticos elogiaram o sistema de iluminação aprimorado e a interface de usuário minimalista; Dan Silver, do The Telegraph, considerou o primeiro digno de prêmio e Goroff da EGM sentiu que, apesar da iluminação mais realista, o jogo nunca perdeu seu tom narrativo.

Várias análises consideraram os modelos de personagem aprimorados como a característica mais forte de Part I.

Vários críticos consideraram que os modelos de personagens aprimorados e as animações faciais foram os maiores recursos do remake. Goroff da EGM e Reilly da IGN observaram que eles tornaram a atuação mais eficaz, com novas microexpressões adicionando profundidade em cada personagem,  os quais Machkovech da Ars Technica comparou com performances de filmes premiados. Hester da Game Informer também observou as performances como mais precisas e emotivas sem o constrangimento do original, e Jordan Middler da Video Games Chronicle declarou que o remake capturou a intenção da história e momentos do personagem onde o original não conseguia por limitações tecnológicas. Alex Avard da GamesRadar+ sentiu que mesmo os personagens não-jogáveis vistos de forma breve pareciam melhores do que Joel e Ellie no original, e Denzer da Shacknews disse que os personagens "parecem muito menos com bonecos e exprimem emoções muito melhor".
Os críticos elogiaram as melhorias na IA tanto dos inimigos quanto dos companheiros. Machkovech da Ars Technica comparou as sequências de combate ao trailer de revelação do jogo original, e Jake Dekker da GameSpot observou que as melhorias levaram a encontros mais tensos e difíceis. Do mesmo modo, Kevin Dunsmore da Hardcore Gamer ecoou este sentimento, porém também notou que alguns "continuam vacilões [sic]" do original, com companheiros falhando em seguir os caminhos corretos. Reilly da IGN lamentou a omissão dos nomes pré-programados dos inimigos de Part II, mas elogiou as melhorias na IA inimiga. Tolentino da Siliconera achou as mudanças superficiais devido aos layouts de mapa e designs de encontro idênticos, enquanto Goroff da EGM sentiu que o comportamento permaneceu simplista, com inimigos apressados em se aproximar de seus aliados derrotados.
Dekker da GameSpot achou a melhoria de jogabilidade alinhada com a história, com mira mais responsiva, armas mais pesadas e movimentos mais fáceis. Silver, do The Telegraph, comentou que os controles atualizados tornaram o combate mais suave, enquanto Orry da VG247 disse que eles o mantiveram "levemente desajeitado", mas acabaram levando a encontros mais tensos no jogo. Gene Park do The Washington Post elogiou os controles realistas das armas e descreveu a movimentação de Joel como "apropriadamente pesada"; de maneira similar, Reilly do IGN notou que Joel e Ellie pareciam mais pesados e realistas, mas lamentou a falta da mecânica de esquiva de Part II. Outras análises também apontaram que o combate e o design de nível falharam em comparação com o Part II, embora reconhecessem o primeiro como uma grande melhoria do original. Avard da GamesRadar+ achou as mudanças de combate mínimas, enquanto Machkovech da Ars Technica sentiu que a jogabilidade "ainda parece um jogo de PlayStation 3" na pior das hipóteses. William Hughes do The A.V. Club escreveu que gostou do combate, mas também disse que ele poderia ocasionalmente "passar de 'estimulante' para 'frustrante'".
As novas opções e recursos do jogo foram elogiados pelos críticos. Dekker da GameSpot escreveu que Part I "estabelece um novo padrão de acessibilidade em jogos". Tolentino da Siliconera chamou-o de um dos jogos mais acessíveis, e Machkovech da Ars Technica achou suas opções mais robustas do que qualquer outro jogo. Hughes do The A.V. Club considerou as opções de acessibilidade a única adição valiosa; e Denzer do Shacknews destacou as descrições de áudio nas cenas como uma opção diferenciada. Ben Bayliss da Can I Play That? elogiou a variedade de recursos para demonstrar "o que é possível quando um remake é bem feito", embora tenha notado alguns problemas de mobilidade e criticado a complexidade necessária para equilibrar diferentes opções. Os críticos elogiaram o uso do feedback tátil do DualSense, considerado um dos melhores usos até hoje ao lado de Astro's Playroom (2020). Josh Wise da VideoGamer.com sentiu que o controle "acrescentou força ao combate" enquanto Webster, do The Verge, elogiou o uso do arco e flecha. Avard da GamesRadar+ escreveu que o áudio 3D deixavam os Infectados mais assustadores; a tensão e o terror levaram Webster do The Verge a jogar sem fones de ouvido e Orry do VG247 a silenciar o jogo, enquanto Barker da Push Square notou que sua eficácia levou ao uso limitado do Modo de Escuta.

#### Versão de Windows
A versão do jogo para Microsoft Windows recebeu críticas "média ou mistas" de acordo com o agregador Metacritic, baseado em 31 avaliações; tornado este o jogo com a nota mais baixa da Naughty Dog. Os revisores não receberam cópias antecipadas até minutos antes do lançamento público do jogo. Richard Leadbetter, do Eurogamer, descreveu o jogo como "efetivamente um beta", citando a falta de otimização do jogo e seus intensivos requisitos de sistema. Salva Fernandez, da MeriStation, escreveu que o jogo não estava pronto para lançamento no estado em que foi lançado. Petter Hegevall, da Gamereactor, o nomeou como "a pior otimização de uma conversão para PC" desde o lançamento de Grand Theft Auto: The Trilogy – The Definitive Edition em 2021. Phil Iwaniuk, da PC Gamer, lamentou a classificação baixa do jogo mas a considerou necessária uma vez que o estado do jogo era "uma barreira real" que atrapalhava a experiência do jogo.
Vários críticos elogiaram as melhorias técnicas e visuais do remake, mas criticaram sua otimização, requisitos de sistema e frequentes problemas de desempenho. Shunal Doke da GamingBolt declarou que o jogo era "injogável", e outras análises recomendaram adquiri-lo somente depois que os problemas de desempenho fossem resolvidos. Por outro lado, Emanuel Feronato do The Games Machine declarou não ter notado problemas de desempenho mesmo em configurações mais altas. Michael Gruenwald e Tobias Wagner, do PC Games, também elogiaram o jogo, mas recomendaram adquiri-lo somente depois que os problemas de desempenho fossem resolvidos. Alessandro Barbosa da GameSpot elogiou a diversidade de opções de configurações enquanto Grant Stoner, da Inverse, criticou a personalização limitada das teclas de atalho, achando a experiência exaustiva e decepcionante devido ao foco da Naughty Dog em acessibilidade. Paweł Raban da revista polonesa CD-Action criticou o padrão de controle do teclado e optou por jogar com um controle.
A conversão não foi bem recebida pelos jogadores, e obteve a classificação de "ligeiramente negativa" na loja do Steam com base em nove mil avaliações. Revisores citaram problemas de desempenho, como taxas de quadros inconsistentes, otimização ruim e travamentos frequentes. Alguns jogadores também relataram que o jogo estava levando até duas horas para fazer a compilação dos sombreadores; os jornalistas encontraram problemas semelhantes, e compartilharam vários bugs como modelos de personagens quebrados, cores vibrantes e personagens que repentinamente ficavam encharcados durante algumas cenas. No entanto, alguns usuários declararam não terem encontrado nenhum problema, mesmo jogando em computadores de baixo custo. A Naughty Dog disse que investigaria todas as reclamações e resolveria os problemas através de atualizações, concentrando-se nos tempos de carregamento dos sombreadores, falta de instabilidade, problemas gráficos e falhas possivelmente causadas por vazamentos de memória. Nathan Ingraham da Engadget escreveu que o desempenho do jogo no Steam Deck havia melhorado após a primeira atualização, embora outros revisores e jogadores tenham notado que alguns problemas persistiram mesmo após várias atualizações. No início de abril, a Valve listou o jogo como "não suportado" no Steam Deck. Em poucos dias, as análises do Steam subiram para uma classificação "neutra". Várias semanas após o lançamento, os revisores concordaram que, apesar do desempenho do jogo ter melhorado, alguns problemas permaneceram. Em junho do mesmo ano o jogo foi "aprovado" no Steam Deck.

### Prêmios e indicações
O jogo venceu a categoria de Excelência em Efeitos Visuais em um Projeto em Tempo Real na 21.ª edição do Visual Effects Society Awards. Part I também foi indicado na categoria de Jogo de PlayStation do Ano na 40.ª edição do Golden Joystick Awards, Inovação em Acessibilidade no The Game Awards 2022, e Melhor Realização Técnica na 19.ª edição do British Academy Games Awards. No PlayStation Blog, o jogo concorreu como vice-campeão nas categorias de Melhores Recursos de Acessibilidade e Melhor História, e ficou em terceiro lugar para Trilha Sonora do Ano. O trailer de lançamento foi premiado como Ouro no Clio Entertainment Awards em 2023.
| Premiação                     | Data                    | Categoria                                                 | Resultado | Ref(s). |
| ----------------------------- | ----------------------- | --------------------------------------------------------- | --------- | ------- |
| Golden Joystick Awards        | 22 de novembro de 2022  | Jogo de PlayStation do Ano                                | Indicado  | [ 112 ] |
| The Game Awards               | 8 de dezembro de 2022   | Inovação em Acessibilidade                                | Indicado  | [ 113 ] |
| Visual Effects Society Awards | 15 de fevereiro de 2023 | Excelência em Efeitos Visuais em um Projeto em Tempo Real | Venceu    | [ 111 ] |
| British Academy Games Awards  | 30 de março de 2023     | Melhor Realização Técnica                                 | Indicado  | [ 114 ] |
| Clio Entertainment Awards     | 9 de novembro de 2023   | Jogos: Áudio / Visual                                     | Ouro      | [ 116 ] |
| The Steam Awards              | 2 de janeiro de 2024    | Melhor Trilha Sonora                                      | Venceu    | [ 117 ] |

## Vendas
Nos Estados Unidos, Part I foi o quinto jogo mais vendido no mês de setembro e o quarto jogo mais vendido de PlayStation. No Reino Unido, liderou a tabela semanal de vendas físicas no primeiro fim de semana, e caiu para a quarta posição na segunda semana; combinando as vendas digitais e físicas, foi o quinto jogo mais vendido do mês. No Japão, foi o quinto jogo mais vendido das lojas na primeira semana, com 10 954 cópias vendidas. Ele também foi o terceiro jogo de PlayStation 5 mais baixado em setembro na Europa e na América do Norte; nesta última o jogo caiu para a décima primeira posição em onze em outubro, décima oitava em novembro e vigésima em dezembro.
Após a estreia da adaptação televisiva de The Last of Us em janeiro de 2023, o jogo se tornou o oitavo mais baixado na América do Norte e o décimo na Europa, nesta última também foi o sexto e o sétimo, respectivamente, em fevereiro. Ele foi o décimo primeiro jogo mais vendido nos Estados Unidos em janeiro, subindo vinte e cinco posições em relação ao mês anterior, e retornou às paradas no Reino Unido com um aumento de 238% em vendas semanais, sendo este valor 305% incluindo vendas digitais, e mais 32% na semana seguinte. Quatro semanas após o lançamento, a versão para Windows havia vendido 368 000 unidades totalizando a receita de 15,5 milhões de dólares. De acordo com um relatório realizado pela Virtuous e a IDG Consulting, o jogo vendeu mais de duas milhões de cópias até março de 2024, tornando-se um dos únicos dois remakes lançados dez anos após o jogo original a alcançar este feito.